# Групе за самопомоћ за ментално здравље
Групе за самопомоћ за ментално здравље су добровољна удружења људи којима је заједничка жеља да превазиђу душевне болести или на други начин повећају ниво когнитивне или емоционалне добробити. Многи психосоцијални процеси у групама су исти, имале су различите односе са стручњацима за ментално здравље. Због природе ових група, групе за самопомоћ могу помоћи у подмиривању трошкова лечења менталног здравља, а имплементација у постојећи систем менталног здравља могла би помоћи у лечењу већег броја ментално оболеле популације.

## Групни процеси
Не постоје две групе за самопомоћ које су у потпуности исте, на састав и ставове утиче идеологија и окружење групе. У већини случајева, група постаје минијатурно друштво које може функционисати као тампон између чланова и остатка света. Најважнији процеси су они који задовољавају личне и друштвене потребе.
Упркос разликама, истраживачи су идентификовали многе психосоцијалне процесе који се дешавају у групама за самопомоћ везане за њихову ефикасност: прихватање, промена перспективе чланова о себи, промена перспективе о свету, катарза, нестанак, моделирање узора, учење нових стратегија суочавања, међусобна афирмација, постављање животних циљева, уливање наде, оправдање, нормализација, позитивно поткрепљење, смањење друштвене изолације, смањење стигматизације, самооткривање, дељење и показивање емпатије.
Пет теоријских оквира је коришћено у покушајима да се објасни ефикасност група:
1. Социјална подршка: заједница људи која пружа физичку и емоционалну добробит, фактор који умањује развој психичких и физичких болести.
2. Искуствено знање: чланови стичу специјализоване информације и перспективе које су други чланови стекли живећи са тешком менталном болешћу. Потврђивање њихових приступа проблемима повећава њихово самопоуздање.
3. Учење по моделу: чланови са искуством постају веродостојни узори.
4. Теорија социјалне компарације: појединци са сличним менталним болестима привлаче једни друге како би успоставили осећај нормалности за себе. Сматра се да међусобно упоређивање даје другима подстицај да се промене на боље било путем упоређивања према горе (гледајући на некога као узор) или према доле (упоредивши пример колико ментална болест може бити исцрпљујућа).
5. Теорија помагача: они који помажу једни другима осећају већу међуљудску компетенцију мењајући животе других на боље. Помагачи сматрају да су добили онолико колико су дали другима. Самопоштовање помагача се побољшава друштвеним одобравањем оних којима су помогли, стављајући их у повољнији положај да помажу другима.

Оквир изведен из заједничких тема у емпиријским подацима описује опоравак као контекстуални нелинеарни процес. Оквир је идентификовао неколико преговарачких стратегија, неке осмишљене за прилагођавање болестима, а друге осмишљене да промене мишљење и понашање. Прва категорија укључује стратегије као што су активности прихватања и уравнотежења, што укључује позитивно размишљање, повећање сопствене личне контроле и активизам у систему менталног здравља.

## Однос са стручњацима за ментално здравље
Истраживање 1978. у Сједињеним Америчким Државама је показало да постоји релативно повољно мишљење о групама за самопомоћ и да постоји угодна клима за интеграцију и сарадњу у систему пружања менталног здравља. Улога група за самопомоћ у уливању наде, олакшавању суочавања и побољшању квалитета живота својих чланова је сада широко прихваћена у многим областима унутар и изван медицине.
Surgeon's General Workshop 1987. је обележио јавни позив за успостављање равноправних односа са групама за самопомоћ. Генерални хирург Еверет Коп се представио на овој радионици залажући се за односе који наглашавају поштовање, једнаке односе.
Истраживање психотерапеута у Немачкој је показало да је 50% испитаника пријавило високо или веома високо прихватање група за самопомоћ, а 43,2% је оценило као умерено. Само 6,8% испитаника га је оценило ниским или врло ниским.
Истраживања група за самопомоћ су показала врло мало доказа о антагонизму према стручњацима за ментално здравље.

### Препоруке
Велика већина корисника користи професионалне услуге као приступ ка самопомоћи или истовремено или накнадном негом након ње. Професионално упућивање на групе за самопомоћ може бити исплатив метод за наставак пружања услуга менталног здравља и њих двоје могу коегзистирати у оквиру својих области. Док групе од дванаест корака, као што су Анонимни алкохоличари, доприносе систему професионалних услуга менталне и/или употребе супстанци, велики број група које немају толико корака остају недовољно искоришћене у том систему.
Професионално упућивање на групе за самопомоћ ради менталног здравља је мање ефикасно од договарања за будуће чланове да се састану са ветеранима. Препоруке углавном долазе из неформалних извора (нпр. породица, пријатељи). Они који похађају групе чине само једну петину до једне трећине популације. Једно истраживање је показало да је 54% чланова о својим групама сазнало из медија, 40% је сазнало за своју групу од пријатеља и родбине, а релативно мали број њих је сазнао од професионалних препорука.

## Ефикасност
Групе за самопомоћ су ефикасне у помагању људима да се носе са бројним проблемима и да се опораве од њих. Немачке групе су се показале једнако ефикаснима као и психоаналитички оријентисана групна терапија. Учешће у групама је повезано са смањењем броја психијатријских хоспитализација или су краће ако до њих дође. Чланови показују побољшане вештине суочавања, веће прихватање своје болести, боље придржавање лекова, смањени ниво бриге, веће задовољство својим здрављем, побољшано свакодневно функционисање и побољшано управљање болестима. Учешће у групама подстиче прикладније коришћење професионалних услуга, чинећи време проведено у нези ефикаснијим. Смањена хоспитализација и краће трајање указују да групе за самопомоћ резултирају финансијским уштедама за здравствени систем, јер је хоспитализација једна од најскупљих услуга менталног здравља. Смањено коришћење других услуга може довести до додатне уштеде за систем.
Групе за самопомоћ повећавају самопоштовање, смањују стигму, убрзавају рехабилитацију, побољшавају одлучивање, смањују склоност декомпензацији под стресом и побољшавају друштвено функционисање, али не показује се увек да умањују психијатријску симптоматологију. Терапеутски ефекти се приписују повећаној друштвеној подршци, осећају заједнице, образовању и личном оснаживању.
Чланови група за самопомоћ су оценили своју перцепцију ефикасности у просеку 4,3 на Ликертовој скали од 5 тачака.
Социјална подршка доводи до додатних користи у управљању стресом, фактором који може погоршати менталне болести.

## Критика
Постоји неколико ограничења група, међу којима су немогућност да воде детаљну евиденцију, недостатак формалних процедура за праћење чланова, одсуство формалних процедура прегледа нових чланова, недостатак формалне обуке за лидерство и немогућност чланова да препознају придошлицу са озбиљном болешћу која захтева хитно лечење. Постоји недостатак и професионалних или законских регулаторних ограничења која одређују како такве групе могу деловати, постоји опасност да чланови занемаре савете стручњака за ментално здравље, а може доћи и до анти–терапијског сузбијања амбиваленције и непријатељства. Истраживачи су елаборирали специфичне критике.

### Формулативни приступ
Истраживачи су се бавили питањем да ли би формулирани приступи групној психотерапији самопомоћи, попут Дванаест корака, могли угушити креативност или би њихово придржавање могло спречити групу да направи корисне или потребне промене. Други су критиковали структуру групе за самопомоћ као превише ригидну.

### Високе стопе исцрпљивања
Не постоји универзална привлачност, што доприноси да само 17% позваних људи присуствују групи за самопомоћ. Од тога само једна трећина остаје дуже од четири месеца.

### Прекомерна генерализација
Ове се групе не односе само на дијагнозу, већ на свакога ко тражи ментално и емоционално здравље, неће пружити неопходан осећај заједнице да изазову јединство потребно за опоравак у групама за самопомоћ. Референтна моћ је само један фактор који доприноси ефикасности групе. Студија Анонимних схизофреника је открила да је моћ стручњака утицајнија у мерењима уочене корисности групе.

### Панацеа
Постоји ризик да чланови групе верују да је учешће панацеа и да процеси групе могу да реше сваки проблем.

### Сексуалне претње и опортунизам
Често чланство у групама воде волонтери. Праћење односа и стандарда понашања се ретко формализују унутар групе и врше се на саморегулишућој основи. У овим окружењима је често омогућено непожељно и неетичко започињање сексуалних и интимних сусрета. Предаторско и опортунистичко понашање у овим окружењима омогућава већу прилику да искористите информације које се обично чувају и личне су, него у другим друштвеним окружењима или стручно управљаним телима. 